# Сомор (Белуно)
Сомор (итал. Somor) је насеље у Италији у округу Белуно, региону Венето.
Према процени из 2011. у насељу је живело 26 становника. Насеље се налази на надморској висини од 1380 м.